# Media w Sosnowcu
Pierwszym tytułem prasy w Sosnowcu był „Głos Sosnowca”, pierwszą rozgłośnią radiową było podstudio Polskiego Radia w Katowicach, uruchomione 15 stycznia 1936 r., jako placówka radiowa Zagłębia Dąbrowskiego, zaś pierwszą samodzielną rozgłośnią było Radio R (Radio Rezonans, Radio Eska Śląsk), nadające od 1993 r.. W latach 2010–2018 na terenie Zagłębia Dąbrowskiego działała telewizja TV Zagłębie, która poruszała tematykę regionalną. Najliczniejszą grupę w 2020 r. wśród mediów regionalnych stanowiły wydawnictwa internetowe, wśród których najmocniej skoncentrowanymi na tematyce miejskiej były 41-200.pl oraz Zagłębie.FM.

## Radio i telewizja

### Radio Rezonans
Rozgłośnia radiowa przekształcona ze studenckiego radiowęzła, nadająca jako studencie Radio R od 20 stycznia 1993 r.,  od 1995 r. jako Radio Rezonans, prowadziła szereg audycji o charakterze lokalnym, od 2002 r. jako rozgłośnia górnośląska Radio ESKA Śląsk 99,1 FM. Rozgłośnia prezentuje na początku nadawała program lokalny od 6:00 do 19:00. Od 2003 r. program lokalny nadawany jest od 6:00 do 07:00 oraz od 15:00 do 18:00. Do godziny 17.00 są prezentowane wiadomości lokalne, newsy dla kierowców i prognoza pogody.

### TV Zagłębie
Telewizja internetowa i kablowa TV Zagłębie, działająca w latach 2010-2018 na terenie Zagłębia Dąbrowskiego, przygotowywała m.in. reportaże dotyczące Sosnowca, programy informacyjne, relacje z wydarzeń o znaczeniu gospodarczym, politycznym, ale także społecznym i kulturalnym.

### Zagłębie FM
Radio internetowe założone w 2017 r. z inicjatywy Adriana Chmielewskiego jako efekt akcji Lokal na kulturę. Stacja emituje audycje dotyczące regionalnej kultury, historii i tożsamości. Jedną z audycji traktujących o regionie jest program o nazwie 41-200,poświęcony historii, tradycji i kulturze Zagłębia Dąbrowskiego. Program realizują Grzegorz Olszowski, Paweł Ptak i Mateusz Sizalewski, animatorzy spotkań poświęconych historii Sosnowca, które odbywają się w Stacji Sosnowiec. Założyciele rozgłośni planują również starania o koncesję Krajowej Rady Radiofonii i Telewizji. Od 2020 r. stacja nadawała audycje radiowe z piętrowego autobusu angielskiego RadioBusa.

## Prasa lokalna

### Nowe Zagłębie
Magazyn społeczno-kulturalny, dwumiesięcznik prezentujący tematykę nawiązującą do zagłębiowskiej tożsamości oraz komentarze do aktualnych problemów regionu. Czasopismo zamieszcza również recenzje wydarzeń kulturalnych, które czytelnik znajdzie w magazynie „Zagłębiarka”. Wydawcą „Nowego Zagłębia” jest Związek Zagłębiowski. Numer sygnalny (tzw. zerowy) ukazał w grudniu 2008 r.. 

### Wiadomości Zagłębia
Tygodnik informacyjno-publicystyczny ukazujący się od 1 maja 1956 r. na terenie Zagłębia Dąbrowskiego wydawany początkowo przez RSW Prasa. W 2007 r. tytuł „Wiadomości Zagłębia” zakupiła Wyższa Szkoła Humanitas w Sosnowcu (późniejsza Akademia Humanitas). Od 16 kwietnia 2013 r. istniał jedynie w formie elektronicznej, a w 2020 r. zakończył działalność. Periodyk został zarchiwizowany i udostępniony w postaci elektronicznej w zbiorach Śląskiej Biblioteki Cyfrowej.

### Twoje Zagłębie
Największy bezpłatny tygodnik w regionie o tematyce lokalnej, ukazujący się od 2010 r. w formie drukowanej, dystrybuowany bezpłatnie na terenie Sosnowca, Dąbrowy Górniczej i powiatu będzińskiego). Na łamach tygodnika zamieszczane są artykuły o tematyce społeczno-politycznej, gospodarczej, kulturalnej i sportowej. Pismo powstało z inicjatywy Jacka Dyca, a wydawcą pisma było prowadzone przez niego przedsiębiorstwo F.H.U. Elcyd Jacek Dyc, potem MediaCo Ewelina Dyc. Na łamach gazety zamieszczane są artykuły o tematyce społeczno-politycznej, gospodarczej, kulturalnej i sportowej dotyczącej w głównej mierze regionowi.

### Kurier Miejski
Bezpłatne czasopismo samorządowe Sosnowca wydawane od 1 października 1992 r.
W 1991 r. tuż po ukształtowaniu się samorządu I kadencji Rada Miejska rozpoczęła starania o stworzenie gazety samorządowej. Na podstawie uchwały z dnia 7 listopada 1991 r. na potrzeby między innymi wydawania samorządowego pisma powstała jednoosobowa spółka z ograniczoną odpowiedzialnością pod nazwą Sosnowiecka Korporacja Wydawnicza „SCW” spółka z o.o., później jako Sosnowieckie Inwestycje Sp. z o.o. z siedzibą w Sosnowcu. Od 1 lipca 2022 r. wydawcą gazety jest Sosnowiecka Sieć Szerokopasmowa Sp. z o.o.. 
Pierwszym Redaktorem Naczelnym była Jolanta Pieczka (czerwiec 1992 – kwiecień 1993). Po niej kolejno funkcje te obejmowali: Andrzej Osajda, Kazimierz Gołosz, Jarosław Adamski, Hanna Michta, Sylwia Turzańska i Tomasz Szymczyk. „Kurier Miejski” został zarchiwizowany i udostępniony w postaci elektronicznej w zbiorach Śląskiej Biblioteki Cyfrowej.

### Sosnowiecki Magazyn Kulturalny SOSNArt
Magazyn kulturalny, miesięcznik, wydawany w latach 2008–2015 w Sosnowcu jako bezpłatny dodatek do Kuriera Miejskiego. Pomysłodawcą i redaktorem naczelnym pisma do czerwca 2015 r. był Tomasz Kostro. W magazynie promowani byli młodzi twórcy z regionu. Zajmował się także promocją i recenzją wydarzeń kulturalnych w Zagłębiu Dąbrowskim. Zlikwidowany 24 sierpnia 2016 r. decyzją Prezydenta Sosnowca Arkadiusza Chęcińskiego. „SOSNArt” został zarchiwizowany i udostępniony w postaci elektronicznej w zbiorach Śląskiej Biblioteki Cyfrowej.

## Portale o tematyce miejskiej

### WikiZagłębie
internetowa encyklopedia poświęcona Zagłębiu Dąbrowskiemu, oparta na skrypcie MediaWiki, działająca od października 2011 r., stworzona w ramach projektu „Poznajemy Zagłębie Dąbrowskie", realizowana przez Forum dla Zagłębia Dąbrowskiego. Witryna powstała dzięki dofinansowaniu udzielonego przez Muzeum Historii Polski w ramach programu „Patriotyzm Jutra". Na portalu, oprócz tradycyjnych haseł, można też zapoznać się m.in. z Biblioteką Zagłębiaka, czyli zbiorem bibliografii regionalnej. Z portalem współpracują też m.in. Pałac Schöna Muzeum w Sosnowcu i Muzeum Miejskie „Sztygarka” w Dąbrowie Górniczej, a także Towarzystwo Miłośników Ziemi Zawierciańskiej. W lutym 2024 r. encyklopedia posiadała 11 243 haseł regionalnych.

### 41-200
Istniejący od 2010 r. portal internetowy o charakterze publicystycznym poruszający wyłącznie tematy dotyczące regionu Zagłębia Dąbrowskiego w znaczniej mierze skupiając się na tematyce miejskiej.  Serwis prowadzi archiwum fotografii z kolekcją 1500 historycznych zdjęć Sosnowca oraz regularnie ukazujący się od 2016 r. podcast o nazwie Głos Sosnowca.